# Welcome Air
Welcome Air var ett österrikiskt flygbolag baserat i Innsbruck, Österrike. Flygbolagets verksamhet bestod av charter- och ambulansflyg från 2011 fram till nedläggningen. Flygbolaget flög tidigare till Göteborg-Landvetter som enda destination i Sverige.